# ليك هاميلتون
ليك هاميلتون (بالإنجليزية: Lake Hamilton)‏ هي مدينة أمريكية تقع في ولاية فلوريدا. تبلغ مساحة هذه المدينة 10.2 (كم²)،ويبلغ عدد سكانها 1304 نسمة حسب إحصاء سنة 2010 م 1304.تشير إحصاءات سنة 2000م بأن الكثافة السكانية في هذه المدينة تقدر بـ(127.8) نسمة/كم2 